# Палтні (Нью-Йорк)
Палтні (англ. Pulteney) — місто (англ. town) в США, в окрузі Стубен штату Нью-Йорк. Населення — 1258 осіб (2020).

## Демографія
Згідно з переписом 2010 року, у місті мешкало 1285 осіб у 574 домогосподарствах у складі 365 родин. Було 1238 помешкань
Расовий склад населення:
| - 98,7 % — білих - 0,1 % — корінних американців - 0,1 % — чорних або афроамериканців - 0,1 % — азіатів |

До двох чи більше рас належало 0,6 %. Частка іспаномовних становила 1,2 % від усіх жителів.
За віковим діапазоном населення розподілялося таким чином: 18,1 % — особи молодші 18 років, 60,3 % — особи у віці 18—64 років, 21,6 % — особи у віці 65 років та старші. Медіана віку мешканця становила 49,9 року. На 100 осіб жіночої статі у місті припадало 96,8 чоловіків;  на 100 жінок у віці від 18 років та старших — 99,1 чоловіків також старших 18 років.
Середній дохід на одне домашнє господарство  становив 62 526 доларів США (медіана — 50 764), а середній дохід на одну сім'ю — 78 850 доларів (медіана — 62 321). Медіана доходів становила 45 833 долари для чоловіків та 30 259 доларів для жінок. За межею бідності перебувало 12,1 % осіб, у тому числі 14,8 % дітей у віці до 18 років та 0,9 % осіб у віці 65 років та старших.
Цивільне працевлаштоване населення становило 565 осіб. Основні галузі зайнятості: виробництво — 15,4 %, мистецтво, розваги та відпочинок — 15,0 %, освіта, охорона здоров'я та соціальна допомога — 15,0 %.